# 김선민 (편집감독)
김선민은 부산 출신, 여성편집감독으로 알려져 있다.

수상내역으로
2003 제11회 춘사대상영화제 올해의 편집상 <살인의 추억>
2003 제2회 대한민국 영화대상 편집상 <살인의 추억>
2006 제51회 아시아태평양영화제 편집상 <괴물>
2007 제44회 대종상영화제 편집상 <괴물>
2008 제17회 부일영화상 편집상 <추격자>
2008 제7회 대한민국 영화대상 편집상 <추격자>
2008 제4회 대한민국 대학영화제 편집상 <추격자>
2009 제3회 아시안필름어워즈 편집상 <추격자>
2016 제53회 대종상영화제 편집상 <곡성>
2016 제37회 청룡영화상 편집 <곡성>
2022 제58회 대종상영화제  편집상 <범죄도시2>
2022 올해의 여성영화인상 기술상 수상
2023 제44회 청룡영화상 편집상 <올빼미>
2023 제59회 대종상영화제 편집상 <올빼미>